# Fort van Smederevo
Het Fort van Smederevo is een fort in de Servische stad Smederevo en was in de middeleeuwen een gefortificeerde stad. Het is een van de grootste fortificaties in zuidoost Europa.

## Geschiedenis
Na de dood van despoot Stefan Lazarević ging de Servische hoofdstad Belgrado verloren aan de Hongaren. De nieuwe despoot, Đurađ Branković, koos een plek uit voor zijn nieuwe hoofdstad bij de samenvloeiing van de rivieren de Jezava en de Donau. In 1428 werd begonnen met de bouw. De grote hoeveelheden steen die benodigd waren voor de bouw werden aangesleept van de antieke ruïnes van Viminacium, Margum en Kulic. Ook Servische begraafplaatsen werden beroofd van stenen. Binnen twee jaar werden het kasteel en binnenhof voltooid. In de periode tussen 1430 en 1439 werd de stad van Smederevo in een driehoekige vorm opgebouwd die een totaal van elf hectares besloeg. Tussen 1444 en 1453 verkreeg de buitenmuur om de stad heen negentien torens die een hoogte hadden van minstens twintig meter. Ondanks de grote fortificaties slaagden de Ottomanen erin om in 1459 Smederevo te veroveren.
Onder de leiding van de Ottomanen werden de fortificaties rond 1480 verder versterkt. Er werd een nieuwe buitenmuur opgetrokken en bij de hoeken en bij de poort werd deze muur voorzien van veelhoekige torens die werden voorzien van kanonnen. Deze buitenmuur werd vier eeuwen later afgebroken om plaats te maken voor een spoorweg. Tijdens de Tweede Wereldoorlog gebruikten de Duitsers het fort voor de opslag van munitie en deze kwam op 4 juni 1941 tot ontploffing.

## Galerij

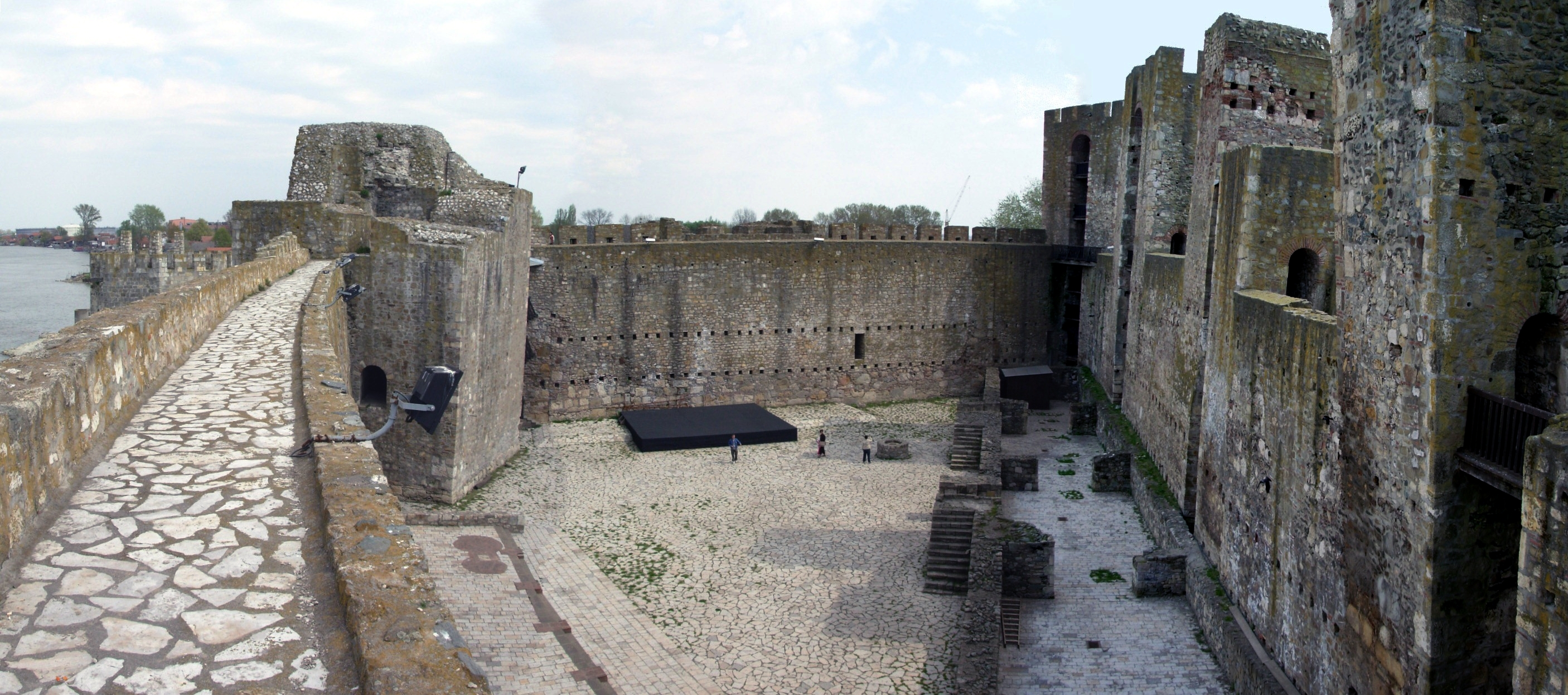
De binnenhof
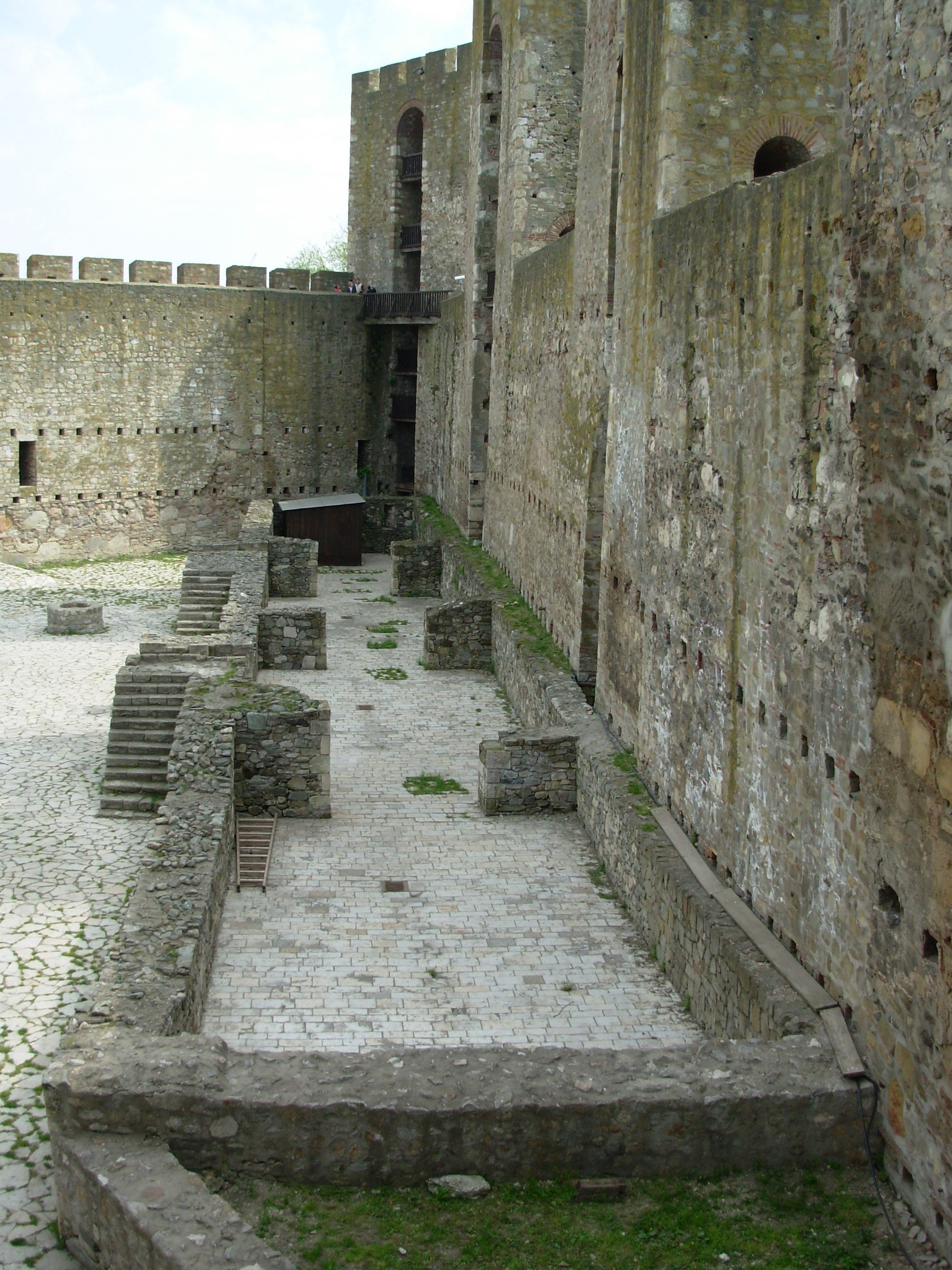
Restanten van het paleis van de despoot
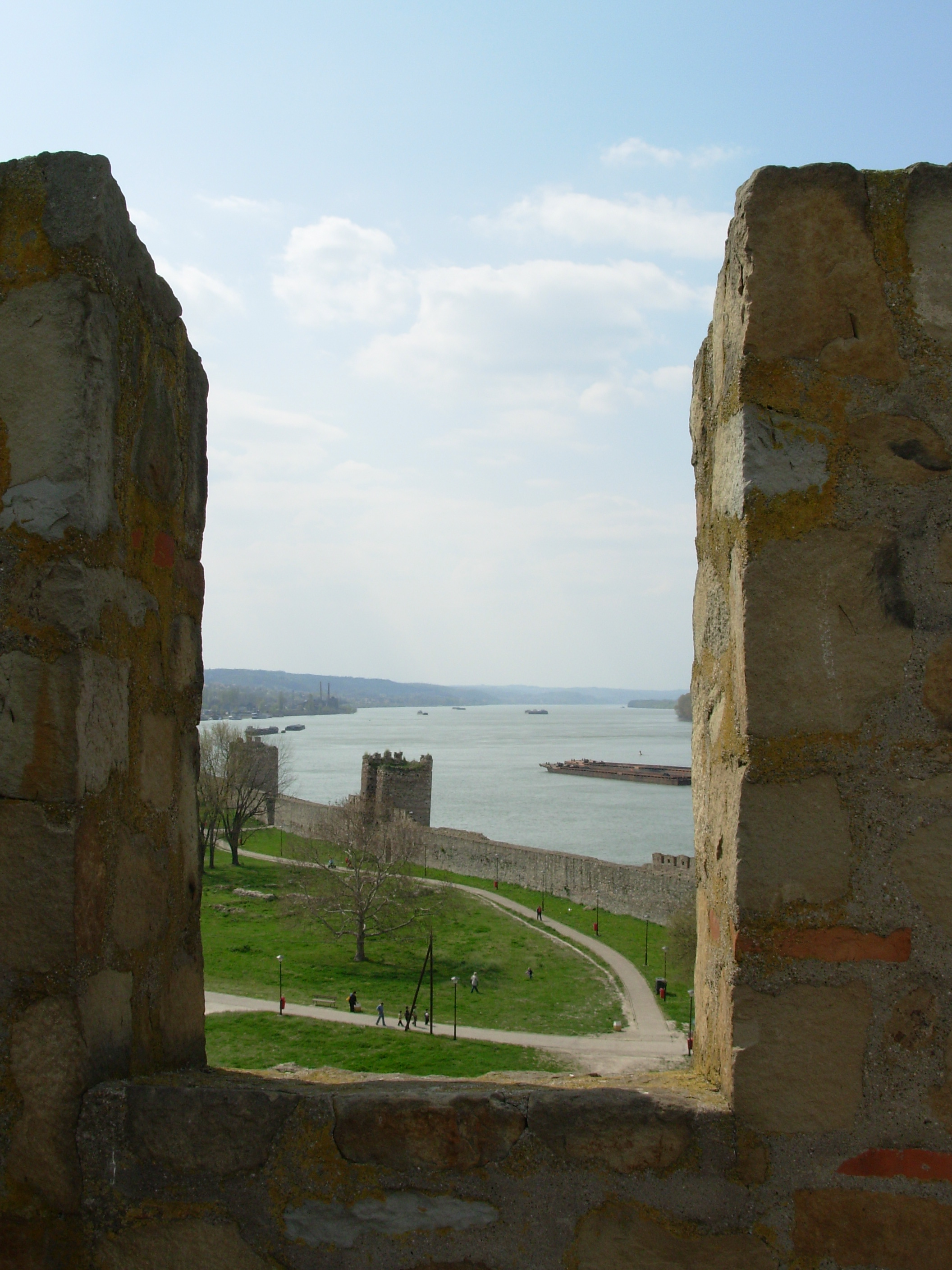
Uitzicht vanaf de muren op de Donau
Grondplan voor de fortificaties van Smederevo
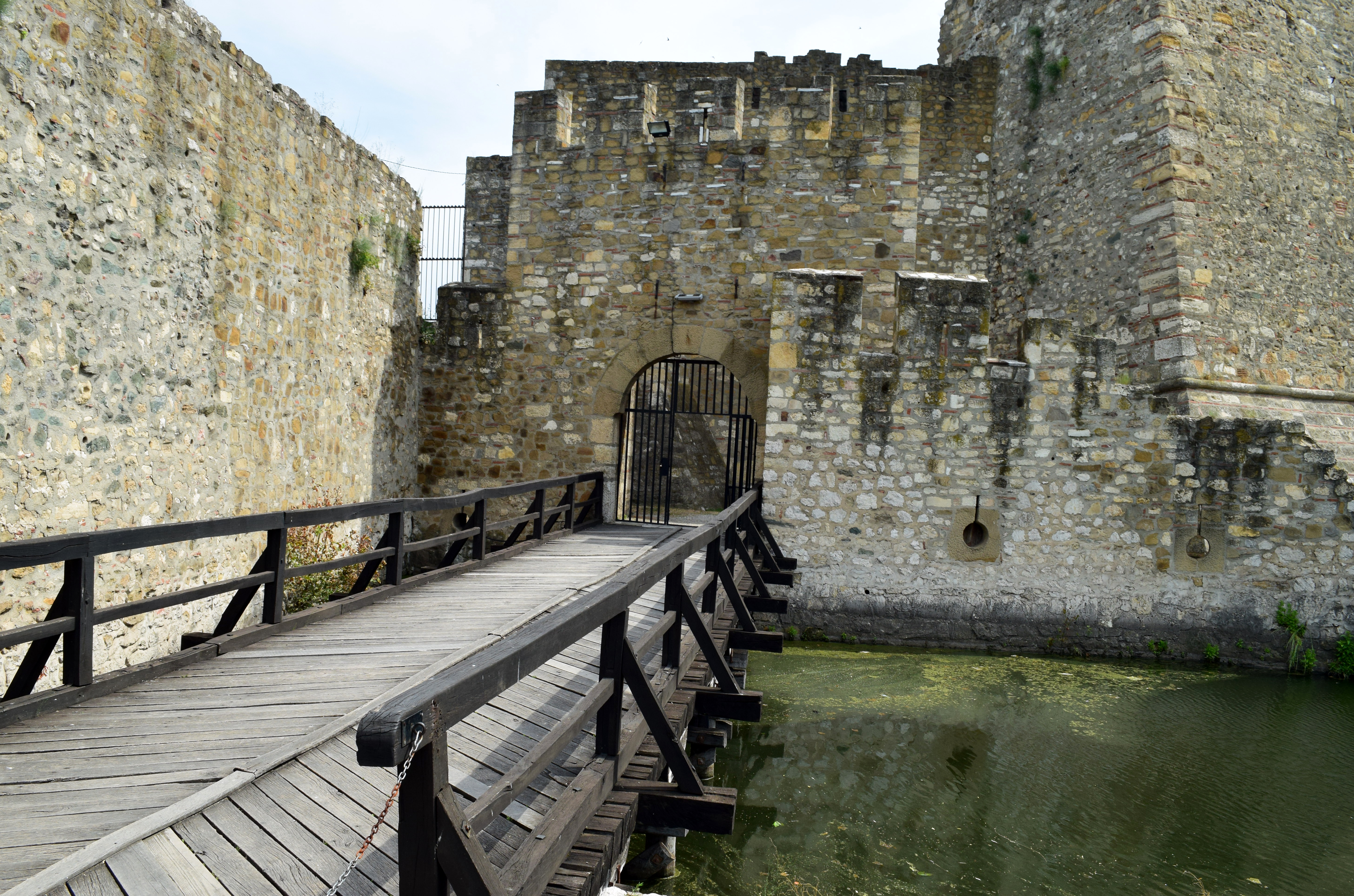
Poort